# Sablia montium
Sablia montium är en fjärilsart som beskrevs av Jean Baptiste Boisduval 1840. Sablia montium ingår i släktet Sablia och familjen nattflyn. Inga underarter finns listade.